# Biatlo nos Jogos Paralímpicos de Inverno de 2018 - 12,5 km masculino
As provas de 12,5 km masculino do biatlo nos Jogos Paralímpicos de Inverno de 2018 foram disputadas no Centro de Biatlo Alpensia, em Daegwallyeong-myeon, Pyeongchang, em 13 de março.

## Medalhistas
| Medalha | Atletas sentados   | Atletas em pé       | Deficientes visuais                             |
| ------- | ------------------ | ------------------- | ----------------------------------------------- |
| Ouro    | UKR Taras Rad      | FRA Benjamin Daviet | BLR Yury Holub / Dzmitry Budzilovich (guia)     |
| Prata   | USA Daniel Cnossen | UKR Ihor Reptyukh   | UKR Oleksandr Kazik / Sergiy Kucheryaviy (guia) |
| Bronze  | USA Andrew Soule   | CAN Mark Arendz     | UKR Iurii Utkin / Ruslan Perekhoda (guia)       |

## Resultados

### Atletas sentados
| Pos. | Bib | Atleta                 | Penalidades  | Tempo real | Tempo calculado | Diferença |
| ---- | --- | ---------------------- | ------------ | ---------- | --------------- | --------- |
| 01 ! | 36  | UKR Taras Rad          | 0 (0+0+0+0)  | 45:35.6    | 45:35.6         | —         |
| 02 ! | 32  | USA Daniel Cnossen     | 0 (0+0+0+0)  | 46:37.3    | 46:37.3         | +1:01.7   |
| 03 ! | 33  | USA Andy Soule         | 2 (0+0+2+0)  | 47:08.7    | 47:08.7         | +1:33.1   |
| 4    | 37  | GER Martin Fleig       | 1 (0+0+1+0)  | 50:02.8    | 48:02.7         | +2:27.1   |
| 5    | 35  | KOR Sin Eui-hyun       | 7 (1+4+1+1)  | 50:01.9    | 50:01.9         | +4:26.3   |
| 6    | 34  | BLR Dzmitry Loban      | 4 (0+2+1+1)  | 50:52.7    | 50:52.7         | +5:17.1   |
| 7    | 31  | USA Aaron Pike         | 1 (0+0+0+1)  | 53:07.7    | 51:00.2         | +5:24.6   |
| 8    | 30  | BLR Yauheni Lukyanenka | 5 (0+2+0+3)  | 51:45.0    | 51:45.0         | +6:09.4   |
| 9    | 29  | KOR Lee Jeong-min      | 5 (1+2+0+2)  | 51:51.5    | 51:51.5         | +6:15.9   |
| 10   | 22  | CHN Gao Xiaoming       | 3 (1+1+1+0)  | 51:51.6    | 51:51.6         | +6:16.0   |
| 11   | 21  | KAZ Sergey Ussoltsev   | 4 (1+3+0+0)  | 53:36.8    | 53:36.8         | +8:01.2   |
| 12   | 25  | CAN Derek Zaplotinsky  | 5 (2+1+1+1)  | 59:54.9    | 53:55.4         | +8:19.8   |
| 13   | 26  | GBR Scott Meenagh      | 5 (1+2+1+1)  | 54:52.9    | 54:52.9         | +9:17.3   |
| 14   | 24  | USA Sean Halsted       | 5 (2+0+1+2)  | 58:05.3    | 55:45.9         | +10:10.3  |
| 15   | 28  | POL Kamil Rosiek       | 5 (1+1+2+1)  | 56:29.0    | 56:29.0         | +10:53.4  |
| 16   | 23  | USA Jeremy Wagner      | 10 (3+1+2+4) | 1:04:31.9  | 1:01:57.0       | +16:21.4  |
| —    | 27  | CHN Du Mingyuan        | (3+3++)      | DNF        | DNF             | DNF       |

### Atletas em pé
| Pos. | Bib | Atleta               | Penalidades  | Tempo real | Tempo calculado | Diferença |
| ---- | --- | -------------------- | ------------ | ---------- | --------------- | --------- |
| 01 ! | 74  | FRA Benjamin Daviet  | 1 (0+0+0+1)  | 38:55.5    | 35:25.3         | —         |
| 02 ! | 73  | UKR Ihor Reptyukh    | 1 (0+0+1+0)  | 37:00.6    | 35:31.8         | +6.5      |
| 03 ! | 72  | CAN Mark Arendz      | 1 (0+0+0+1)  | 37:48.1    | 35:54.7         | +29.4     |
| 4    | 71  | NOR Nils Erik Ulset  | 2 (1+1+0+0)  | 45:18.4    | 40:19.4         | +4:54.1   |
| 5    | 68  | GER Steffen Lehmker  | 2 (1+0+0+1)  | 42:32.5    | 40:50.4         | +5:25.1   |
| 6    | 64  | KAZ Alexandr Gerlits | 6 (1+1+3+1)  | 43:00.3    | 40:51.3         | +5:26.0   |
| 7    | 67  | UKR Serhii Romaniuk  | 5 (0+0+3+2)  | 42:38.6    | 40:56.3         | +5:31.0   |
| 8    | 69  | UKR Vitalii Sytnyk   | 3 (0+0+1+2)  | 43:42.4    | 41:31.3         | +6:06.0   |
| 9    | 70  | JPN Keiichi Sato     | 4 (0+1+2+1)  | 43:56.7    | 42:11.2         | +6:45.9   |
| 10   | 65  | FIN Juha Harkonen    | 0 (0+0+0+0)  | 45:04.1    | 43:43.0         | +8:17.7   |
| 11   | 61  | USA Ruslan Reiter    | 4 (0+2+1+1)  | 45:35.3    | 43:45.9         | +8:20.6   |
| 12   | 66  | KOR Kwon Sang-hyeon  | 5 (0+1+2+2)  | 46:34.0    | 44:42.2         | +9:16.9   |
| 13   | 62  | CHN Wu Junbao        | 4 (1+0+0+3)  | 50:55.4    | 44:48.8         | +9:23.5   |
| 14   | 63  | JPN Masaru Hoshizawa | 10 (2+3+4+1) | 58:46.1    | 56:25.1         | +20:59.8  |

### Deficientes visuais
| Pos. | Bib | Atleta                                       | País              | Penalidades  | Tempo real | Tempo calculado | Diferença |
| ---- | --- | -------------------------------------------- | ----------------- | ------------ | ---------- | --------------- | --------- |
| 01 ! | 116 | Yury Holub Guia: Dzmitry Budzilovich         | BLR Bielorrússia  | 5 (1+2+1+1)  | 39:23.7    | 39:23.7         | —         |
| 02 ! | 118 | Oleksandr Kazik Guia: Sergiy Kucheryaviy     | UKR Ucrânia       | 2 (0+0+1+1)  | 44:48.7    | 39:26.1         | +2.4      |
| 03 ! | 125 | Iurii Utkin Guia: Ruslan Perekhoda           | UKR Ucrânia       | 2 (2+0+0+0)  | 40:43.8    | 40:19.4         | +55.7     |
| 4    | 123 | Vitaliy Lukyanenko Guia: Ivan Marchyshak     | UKR Ucrânia       | 3 (2+0+1+0)  | 40:19.8    | 40:19.8         | +56.1     |
| 5    | 119 | Anthony Chalençon Guia: Simon Valverde       | FRA França        | 3 (1+0+1+1)  | 47:57.3    | 42:12.0         | +2:48.3   |
| 6    | 122 | Vasily Shaptsiaboi Guia: Yuryi Liadov        | BLR Bielorrússia  | 5 (3+0+1+1)  | 42:45.3    | 42:19.6         | +2:55.9   |
| 7    | 121 | Iaroslav Reshetynskyi Guia: Nazar Stefurak   | UKR Ucrânia       | 3 (1+0+1+1)  | 43:26.9    | 43:00.8         | +3:37.1   |
| 8    | 124 | Anatolii Kovalevskyi Guia: Oleksandr Mukshyn | UKR Ucrânia       | 6 (3+3+0+0)  | 44:56.1    | 44:29.1         | +5:05.4   |
| 9    | 120 | Dmytro Suiarko Guia: Vasyl Potapenko         | UKR Ucrânia       | 3 (0+2+1+0)  | 45:16.7    | 44:49.5         | +5:25.8   |
| 10   | 114 | Oleksandr Makhotkin Guia: Denys Nikulin      | UKR Ucrânia       | 6 (3+2+1+0)  | 47:28.8    | 47:28.8         | +8:05.1   |
| 11   | 115 | Thomas Dubois Guia: Bastien Sauvage          | FRA França        | 9 (3+3+3+0)  | 57:49.3    | 50:53.0         | +11:29.3  |
| 12   | 113 | Piotr Garbowski Guia: Jakub Twardowski       | POL Polônia       | 11 (2+3+2+4) | 53:11.7    | 53:11.7         | +13:48.0  |
| 13   | 112 | Choi Bo-gue Guia: Kim Hyun-woo               | KOR Coreia do Sul | 6 (3+1+0+2)  | 53:20.8    | 53:20.8         | +13:57.1  |
| 14   | 111 | Kairat Kanafin Guia: Anton Zhdanovich        | KAZ Cazaquistão   | 11 (2+2+3+4) | 56:32.4    | 55:58.5         | +16:34.8  |
| —    | 117 | Nico Messinger Guia: Lutz Peter Klausmann    | GER Alemanha      | 5 (0+2+2+1)  | DNF        | DNF             | DNF       |

Legenda
| Recorde mundial      | Recorde mundial (World record)               |                       | Recorde africano                      | Recorde africano (African) |                                           | Q | Classificado por posição (Qualified) |
| Recorde paralímpico  | Recorde paralímpico (Paralympic record)      | Recorde da América    | Recorde da América (Americas)         | q                          | Classificado por melhor tempo (Qualified) |   |                                      |
| Melhor marca do ano  | Melhor marca do ano (World leading)          | Recorde asiático      | Recorde asiático (Asian)              | DNS                        | Não largou (Did not start)                |   |                                      |
| Recorde nacional     | Recorde nacional (National record)           | Recorde europeu       | Recorde europeu (European)            | DNF                        | Não terminou (Did not finish)             |   |                                      |
| Recorde pessoal      | Recorde pessoal do atleta (Personal best)    | Recorde da Oceania    | Recorde da Oceania (Oceania)          | DSQ / DQ                   | Desclassificado (Disqualified)            |   |                                      |
| Recorde da temporada | Recorde da temporada do atleta (Season best) | Recorde sul-americano | Recorde sul-americano (South America) | NM                         | Sem marca (No mark)                       |   |                                      |